# Voyah
Voyah (chinois : 岚图 ; pinyin : Lántú) est un constructeur automobile chinois spécialisé dans la conception et le développement de véhicules électriques, il s'agit de la division luxueuse de Dongfeng Motor Corporation.
Deux concepts cars ont été dévoilés lors du lancement de la marque en 2020 : la Voyah i-Land et le Voyah i-Free, qui préfigure le crossover premium Voyah Free introduit en 2021. Le design des véhicules Voyah a été codéveloppé avec Italdesign. Les deux concepts cars et les modèles destinés à la production sont tous construits sur la plate-forme électrique Essa de Dongfeng.

## Historique
le 17 juillet 2020, Dongfeng Motor Corporation a lancé la première marque de voitures électriques Voyah et la marque LOGO au Big House Contemporary Art Center de Wuhan.
La marque Voyah a été lancée en septembre 2020 lors du Salon de l'auto de Pékin 2020 aux côtés des concepts i-Free et i-Land, qui donne un aperçu du SUV premium Voyah Free introduit en 2021. La conception des véhicules Voyah a été co-développée avec ItalDesign. Les deux véhicules concept donnent un aperçu des voitures de production de Voyah dans les années suivantes, et le concept initial et les voitures de production sont toutes construites sur la plate-forme électrique Essa de Dongfeng.
Le 18 décembre 2020, le premier modèle de la marque Voyah, le Voyah Free, a été officiellement lancé. Le Voyah Free est disponible en deux combinaisons de puissance, autonomie étendue et purement électrique. La gamme de croisière complète NEDC est 860 km (534,37922512 mi) pour le modèle à portée étendue et 500 km (310,685596 mi) pour le modèle purement électrique.
Sur les marchés étrangers, Voyah est entrée sur le marché israélien en avril 2023 et en Biélorussie en juillet 2023.

## Produits
- Voyah Free (2021-présent), SUV intermédiaire
- Voyah Dreamer (2022-présent), monospace pleine grandeur
- Voyah Passion (2023-présent), berline intermédiaire

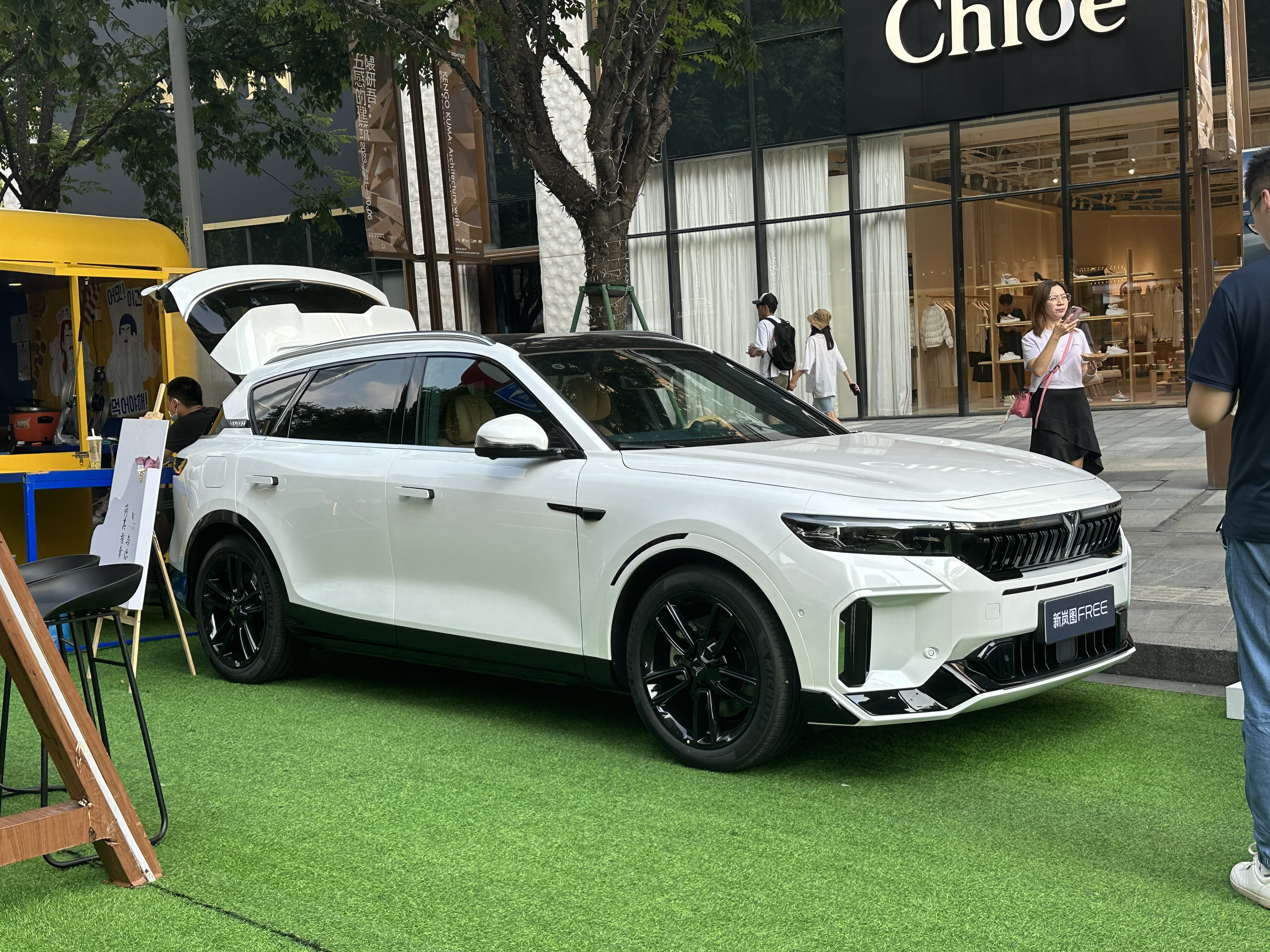
Voyah Free
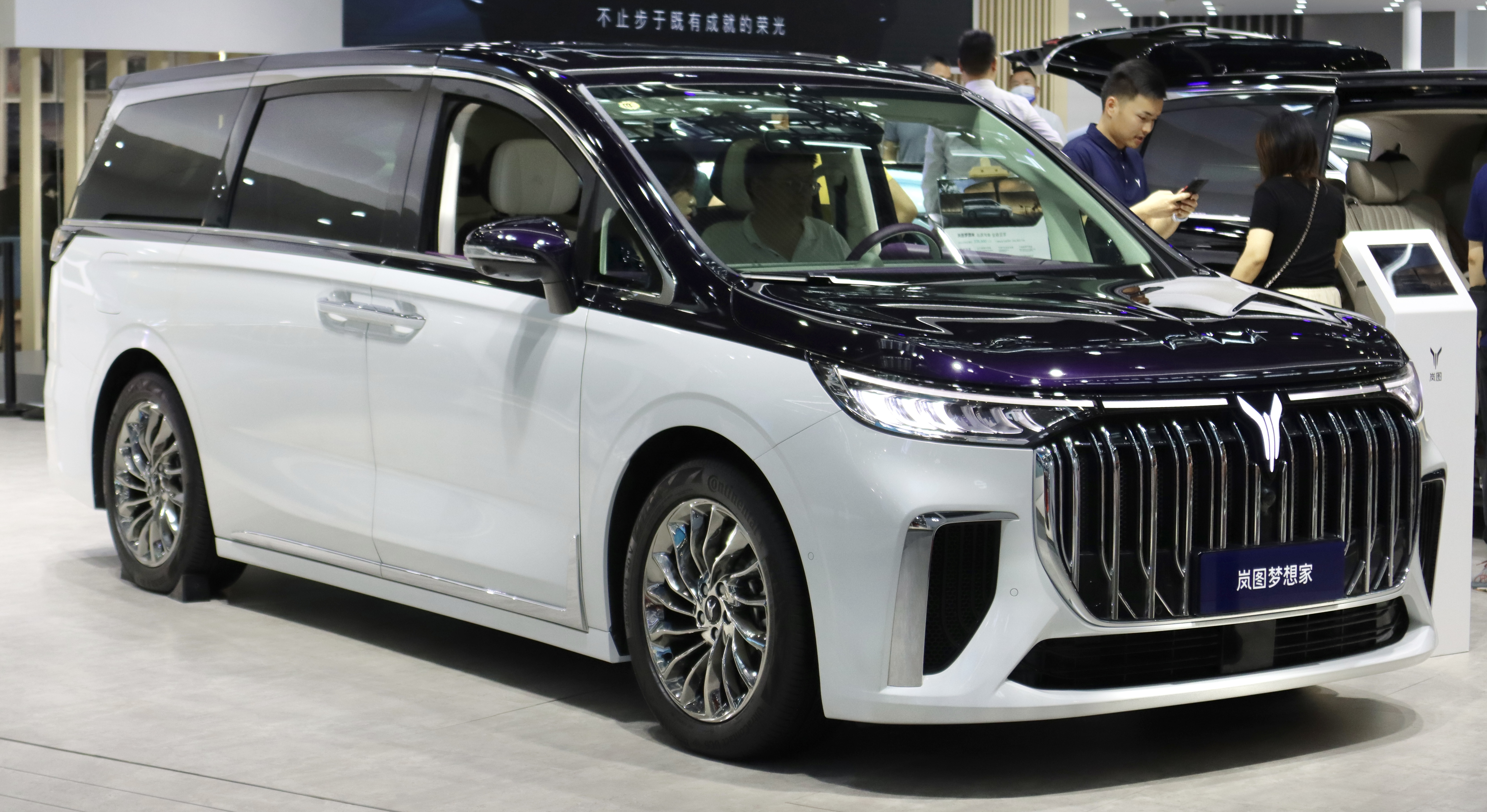
Voyah Dreamer
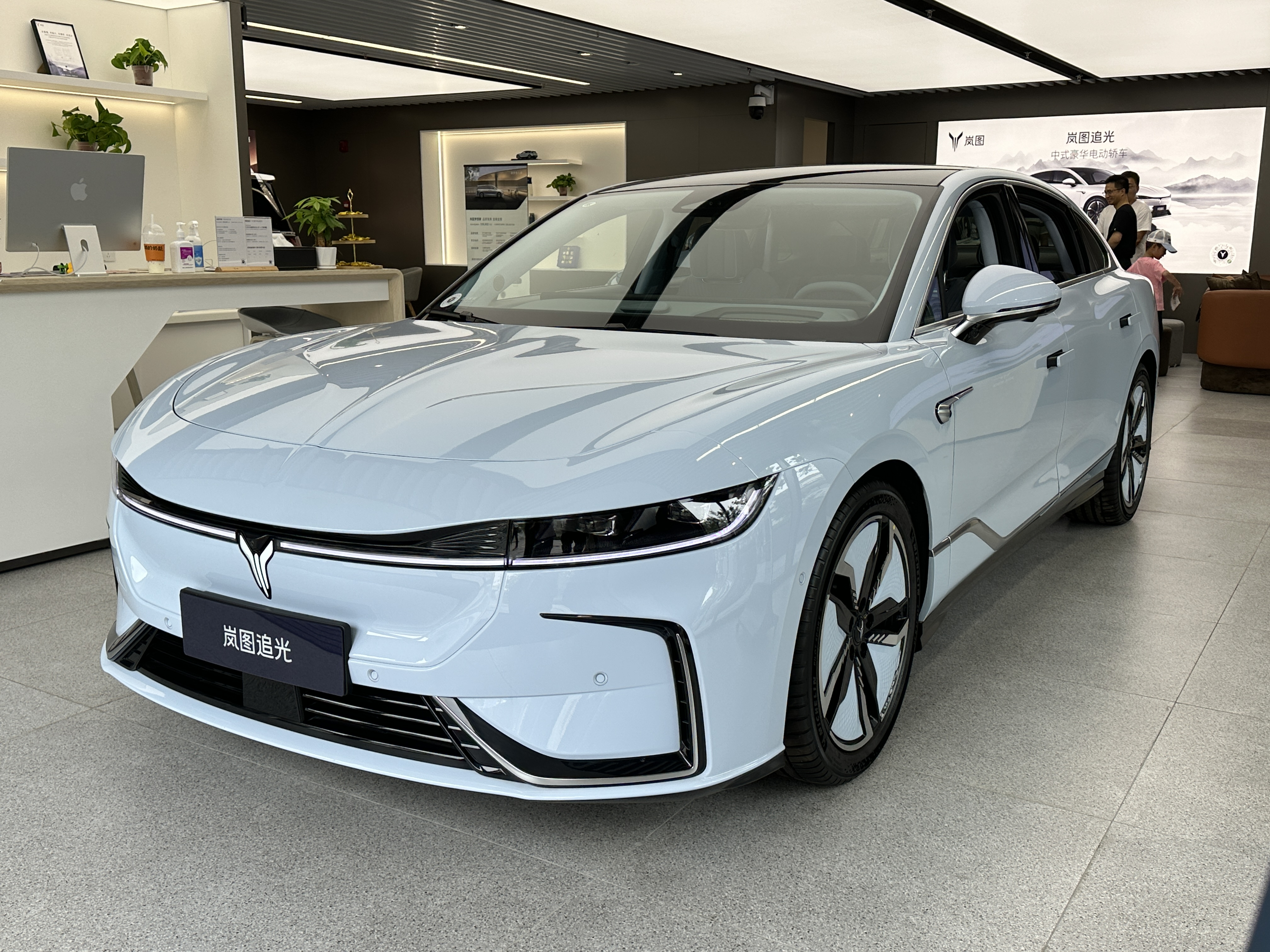
Voyah Passion